# The Star Boarder
The Star Boarder (br: Carlitos e a patroa / pt: Charlot ama a hospedeira) é um filme mudo de curta-metragem estadunidense de 1914, do gênero comédia, produzido por Mack Sennett para os Estúdios Keystone, dirigido por George Nichols e protagonizado por Charles Chaplin.

## Sinopse
Charlie é o hóspede favorito de sua "senhoria", e os outros pensionistas morrem de ciúmes.  Um show de sombras chinesas conduzido pelo filho dos donos da pensão causa embaraço a todos e produz um alvoroço no local.

## Elenco
- Charles Chaplin .... hóspede preferido
- Minta Durfee .... senhoria
- Edgar Kennedy .... marido da senhoria
- Gordon Griffith .... filho
- Alice Davenport .... amiga da senhoria